# Светски дан Рома
Међународни дан Рома, 8. април, је дан прославе ромске културе и подизања свести о проблемима с којима се Роми суочавају. Дан је службено био проглашен 1990. године у месту Сероцк у Пољској, месту четвртог Светског ромског конгреса Међународне ромске уније (IRU), у спомен на први већи међународни сусрет ромских представника који је одржан у Chelsfieldu крај Лондона 7—12. априла 1971. године. На том је конгресу донесена одлука о ромској химни за коју је изабрана песма Ђелем, ђелем (ромски: Ишао сам, ишао) и одлука о застави за коју је одабрана плаво-зелена двобојница с црвеним точком у средини, симболом напретка и покрета, али и миграције Рома током историје.